# P.F. Chang's China Bistro
P. F. Chang's China Bistro, conocido comúnmente como P. F. Chang's es un restaurante de comida asiática estadounidense de propiedad de Centerbridge Partners y con sede en Scottsdale, Arizona. Para el abril de 2014, P.F. Chang's operaba 204 restaurantes en los Estados Unidos, Puerto Rico, México, Canadá, Colombia, Costa Rica, Panamá, Argentina, Chile, Medio Oriente, Rep. Dominicana, Filipinas y próximamente en Guatemala y Ecuador (20 de septiembre). Es la cadena de restaurantes casuales de comida china más grande de los Estados Unidos, con locales en todo el país.
El nombre de "P. F. Chang's" proviene de la unión de los nombres de Paul Fleming (P. F.) y Philip Chiang (cuyo apellido es acortado a Chang).

## Historia

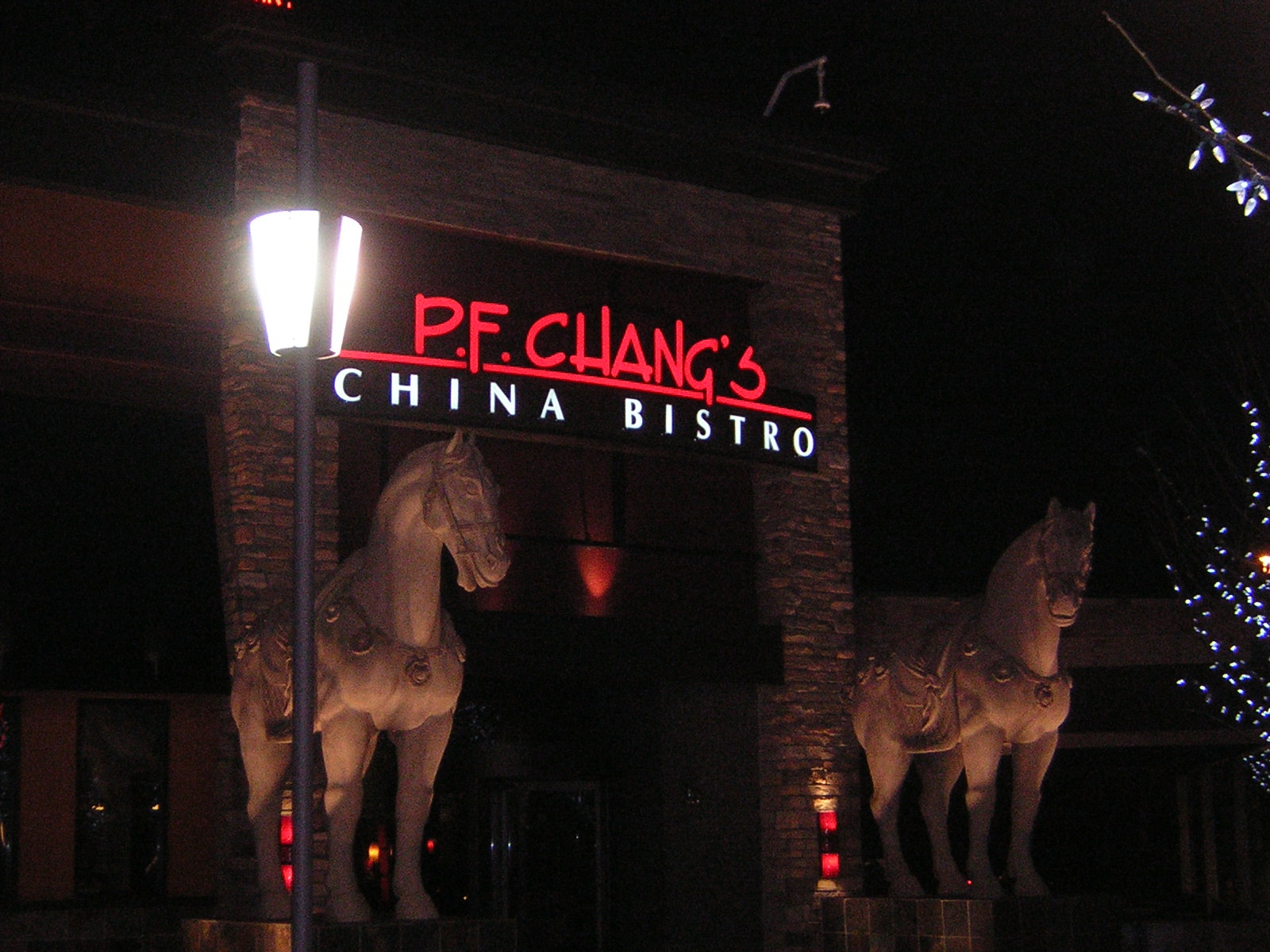
Un P.F. Chang's en Stamford Town Center, Connecticut.

La cadena fue fundada en 1993 por Paul Fleming y Philip Chiang. El primer restaurante fue inaugurado en el Scottsdale, Arizona, Fashion Square en Scottsdale, Arizona. En 1996, P.F. Chang's China Bistro, Inc. fue formada luego de la adquisición de cuatro restaurantes bistró. El 2 de julio de 2012, Centerbridge Partners completó la compra de P.F. Changs China Bistro y la compañía dejó de ser cotizada en la bolsa.
En 2010 se introdujo el  "P.F. Chang's Home Menu". La marca representa a un grupo de aperitivos y comidas congeladas que son vendidos bajo licencia por Unilever.
ConAgra Foods, Inc. compró la licencia del P.F. Chang's Home Menu de Unilever en agosto de 2012.
En febrero de 2020, abre el primero de su nueva línea de restaurantes más pequeños que se centran en la entrega de comida y el catering. PF Chang está para llevar

## Menú

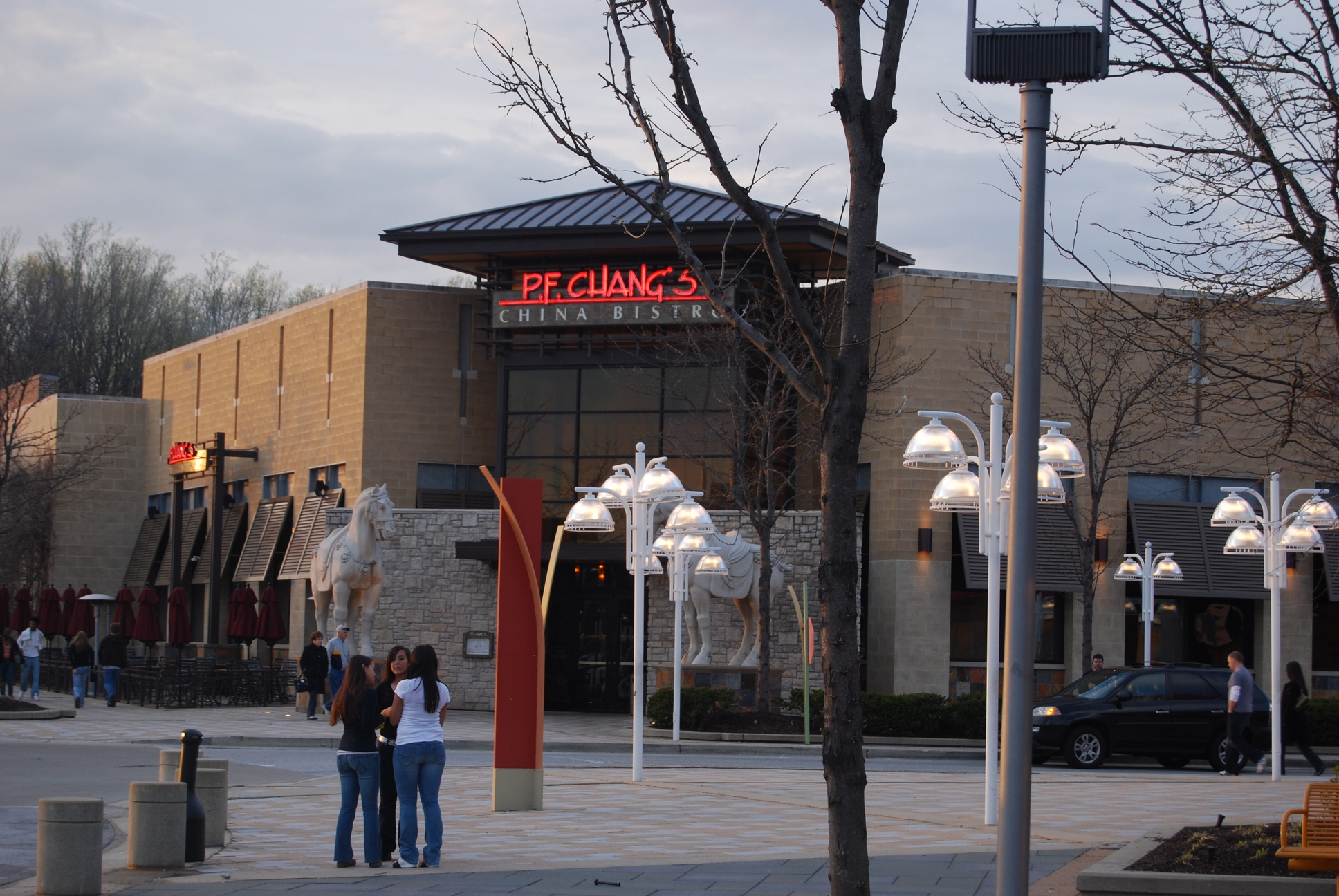
Un restaurante P.F. Chang's en Columbia, Maryland, EUA.

La cadena se especializa en comida japonesa americana. El lugar también vende vino, tragos especiales, cerveza asiática, sake, capuchino y espresso.
P. F. Chang también ofrece opciones sin gluten y ha sido reconocido por el Gluten Intolerance Group of North America.

## Finanzas
El 15 de marzo de 2004 la compañía reportó que había modificado la contabilidad de su sociedad, lo que resultó en una reformulación de sus estados financieros para años anteriores. El 17 de marzo de 2005 la compañía debía ajustar su contabilidad para poder apegarse a los principios de contabilidad generalmente aceptados de los Estados Unidos. Así fue que un comité de auditoría y administración determinó que los estados financieros consolidados emitidos anteriormente, incluyendo aquellos en el Reporte Anual en el Formulario 10-K para el año que terminó el 28 de diciembre de 2003, y aquello sen los Reportes Trimestrales de la compañía en el Formulario 10-Q para los primeros tres trimestres de 2004, ya no podían ser tomados en cuenta.